# Special Olympics Libyen
Special Olympics Libyen (englisch: Special Olympics Libya) ist der libysche Verband von Special Olympics International, der weltweit größten Sportbewegung für Menschen mit geistiger Beeinträchtigung und Mehrfachbeeinträchtigung. Ziel ist die sportliche Förderung dieser Personengruppe und die Sensibilisierung der Gesellschaft für sie. Außerdem betreut der Verband die libyschen Athletinnen und Athleten bei den Special Olympics Wettbewerben.

## Geschichte
Special Olympics Libyen wurde 1998 mit Sitz in Tripolis gegründet.

## Aktivitäten
2016 waren 10.443 Athletinnen, Athleten und Unified Partner sowie 391 Trainer bei Special Olympics Libyen registriert.
Der Verband nahm 2017 am Programm Athlete Leadership teil, das von Special Olympics International ins Leben gerufen worden war.

### Sportarten
Folgende Sportarten wurden 2019 vom Verband angeboten: 
- Badminton (Special Olympics)
- Basketball (Special Olympics)
- Boccia (Special Olympics)
- Bowling (Special Olympics)
- Floor Hockey
- Fußball (Special Olympics)
- Judo
- Kraftdreikampf (Special Olympics)
- Leichtathletik (Special Olympics)
- Rhythmische Sportgymnastik (Special Olympics)
- Schneeschuhlaufen (Special Olympics)
- Schwimmen (Special Olympics)
- Tischtennis (Special Olympics)

### Teilnahme an Weltspielen vor 2020 (Auswahl)
(Quelle: )
- 2007 Special Olympics World Summer Games, Shanghai, China
- 2009 Special Olympics World Winter Games, Boise, USA
- 2015 Special Olympics World Summer Games, Los Angeles, USA (12 Athletinnen und Athleten)
- 2019 Special Olympics, World Summer Games, Abu Dhabi (36 Athletinnen und Athleten)[2]

### Teilnahme an den Special Olympics World Summer Games 2023 in Berlin
Special Olympics Libyen nahm an den Special Olympics World Summer Games 2023 teil. Die Delegation wurde vor den Spielen im Rahmen des Host Town Program von Leipzig betreut und  bestand aus 42 Athletinnen und Athleten mit ihren Trainern und Betreuern. Das Team gewann bei diesen Weltspielen sieben Gold-, sechs Silber- und neun  Bronzemedaillen.